# カロライナ植民地

カロライナ植民地
Province of Carolina (英語)

カロライナ植民地の地図

カロライナ植民地（カロライナしょくみんち、英:Province of Carolina）は、1663年から1729年まで北アメリカに存在したイギリスの植民地である。植民地の統治に関する意見の相違から1710年に北と南の2つの地区に分けられ、1729年に正式にノースカロライナ植民地とサウスカロライナ植民地に分割された。

## 歴史
イングランド王チャールズ2世は1660年の王政復古後、1663年3月24日に復位を誠実に支えた8名の者に褒美を与えた。国王の父であるチャールズ1世を称えて名づけたカロライナと呼ばれる植民地の植民地領主（Lords Proprietors）を、その褒美として与えた。

### 1663年勅許
植民地領主に勅許された土地はバージニア植民地の南の境界である北緯36度線から南に北緯31度線（今日のジョージア州の海岸線までを含む）までの範囲であった。1665年、この勅許が少し変更されて、北限は北緯36度30分線まで上がり、バージニア植民地から離れたアルベマール湾沿いの開拓地を含んでいた。同様に南限も、今日のデイトナビーチの直ぐ南、北緯29度線まで下げられた。この南の方の土地にはスペインが実際に入植していたセントオーガスティンまでも含んでいた。さらにこの勅許は南限と北限の間の土地で大西洋から太平洋（当時の呼び方は南の海）までを含むとされた。

### 植民地領主
勅許に名前を記された植民地領主は、初代クラレンドン伯爵エドワード・ハイド、初代アルベマール公爵ジョージ・マンク、初代クレイブン伯爵ウィリアム・クレイブン、ストラットンの初代バークレー伯爵ジョン・バークレー、初代シャフツベリ伯爵アントニー・アシュリー＝クーパー、ジョージ・カートレット卿、ウィリアム・バークレー卿（ジョンの弟）、ジョン・コールトン卿の8人であった。8人の中で、カロライナに最も興味を示したのがシャフツベリであり、彼の秘書官であり哲学者のジョン・ロックは批准されることのなかったカロライナ憲法を書いたとされている。ジョン・ロックの起草した基本法は、領主らの参議が立法権を掌握する貴族政を提案したものであったが、他の植民地人が対等の権利を主張したために、信仰の自由以外は定着しなかった。植民地領主の他の何人かは他の植民地にも興味を示した。ウィリアム・バークレー卿はバージニア植民地に、ジョン・バークレーとジョージ・カートレット卿はニュージャージー植民地という按配だった。
植民地領主は国王の勅許によってその権威が認められていたが、独立した主権に近い形で権威を行使することができた。実際の行政府は1人の知事、半分は植民地領主によって指名される強力な行政委員会および比較的力の弱い市民に選出された議会で行われた。
カロライナの領土内でイギリスの最初の開拓地設立の試みは、失われた植民地と呼ばれるロアノーク島であったが、この地域での最初の恒久的開拓地は1653年にバージニア植民地からの移民と他にニューイングランドやバミューダから来た移民によって設立されたものである。国王勅許の期限である10年間が過ぎる前に、現在のノースカロライナ州北東隅にあるアルベマール湾地区のチョワン川とロアノーク川堤に開拓地を築いたものであった。アルベマール開拓地はバージニアでは「はみ出し者の港」と呼ばれるようになった。
1665年、ジョン・イーマンズ卿が今日のウィルミントン近くケープフェア川沿いに、2番目の恒久的開拓地を築き、クラレンドンと呼ばれた。
1670年には植民地領主の指示で前の開拓地より南、現在のチャールストン近くにもう一つの開拓地が造られた。チャールストン開拓地は、自然の良港があり西インド諸島との交易に便利だったので、アルベマールやケープフェアの開拓地よりも急速に発展した。シャフツベリ卿はチャールストンの道路割を指示し、近くのアシュリー川やクーパー川は彼の名前に因んで名づけられた。
チャールストンとして知られるようになった南方の開拓地は植民地全体の政府所在地となった。しかし、他の開拓地から遠いために、植民地の北部と南部は1691年まで大方独立した形で運営された。知事にはフィリップ・ルドウェルが指名され両地区を兼ねた。1691年から1708年までは両地区の開拓地は一つの共通の政府に治められた。北部は独自の議会と委員会を持ち続けており、知事はチャールストンに駐在して北部には知事代行を指名した。この期間、2つの地区はノースカロライナとサウスカロライナと呼ばれるようになった。北部のアルベマール領は主にバージニア植民地からの移民がタバコを生産し、南部のサウスカロライナでは西インド諸島のバルバドスから移民が流入し、砂糖の生産が始まった。

### 意見の相違
1708年から1710年、英国国教会を設立する計画に関して意見の相違が発生し、植民地は選ばれた役人の意見に同意できず、承認された法的な政府が無い状態となった。このことに加えてタスカローラ戦争やヤマシー戦争が発生し、植民地領主が決断力ある行動を取れなかったために、ノースカロライナとサウスカロライナはそれぞれ別の政府を持つことになった。この期間を別々の植民地の誕生時期とする者もいるが、公式な設立は1729年であった。この時点で植民地領主のうち7人が、カロライナにおける権益を国王に売却したので、ノースカロライナとサウスカロライナは国王の植民地となった。8人目の領主ジョージ・カートレット卿の持分は、曾孫の第2代グランヴィル伯爵ジョン・カートレットに引き継がれた。ジョン・カートレットはバージニアとの境界に隣接するノースカロライナの土地、その幅60マイル (96 km)の帯状の土地所有権を持ち続け、グランビル地区と呼ばれるようになった。この地区はアメリカ独立戦争まで多くの論争の舞台となり、戦争中に押収された。
植民地領主の時の政府は国王領になっても同様な組織となった。大きな違いは政府の役人を誰が指名するかということだった。

### ジョージア
1732年、ジョージ2世によって設立勅許が下り、ジョージア植民地がサウスカロライナから分離した。

## 初期の勅許
1629年チャールズ1世はロバート・ヒース卿にカロライナ領地（北緯36度線から31度線まで）の特許を認めた。しかし、ヒースはそこに植民地を造るために何もしなかった。チャールズ1世が1649年に処刑されヒースはフランスに逃亡してそこで死んだ。王政が復古された時、ヒースの相続人が土地の所有権を主張したが、チャールズ2世は最早効力が無いものとしてその主張を斥けた。